# Selaginella opaca
Selaginella opaca är en mosslummerväxtart som beskrevs av Otto Warburg. Selaginella opaca ingår i släktet mosslumrar, och familjen mosslummerväxter. Inga underarter finns listade i Catalogue of Life.